# Palais Schönborn (Laudongasse)

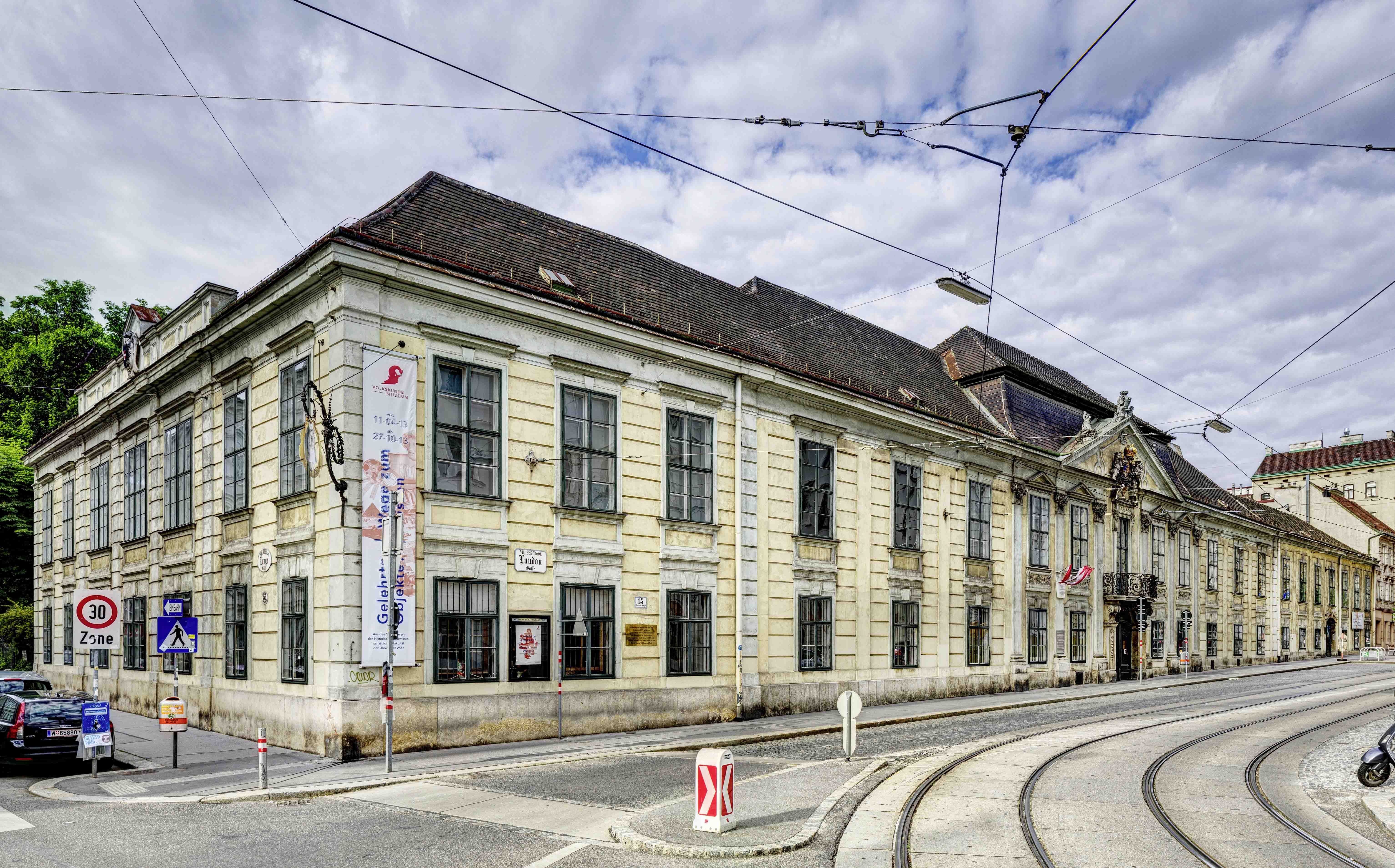
Palais Schönborn

Das Palais Schönborn ist ein barockes Gartenpalais im 8. Wiener Gemeindebezirk (Josefstadt), an der Laudongasse 15–19 und beherbergt seit 1917 das Österreichische Museum für Volkskunde. Es wird meist Gartenpalais Schönborn genannt, um Verwechslungen mit dem Palais Schönborn-Batthyány im ersten Bezirk zu vermeiden.

## Geschichte

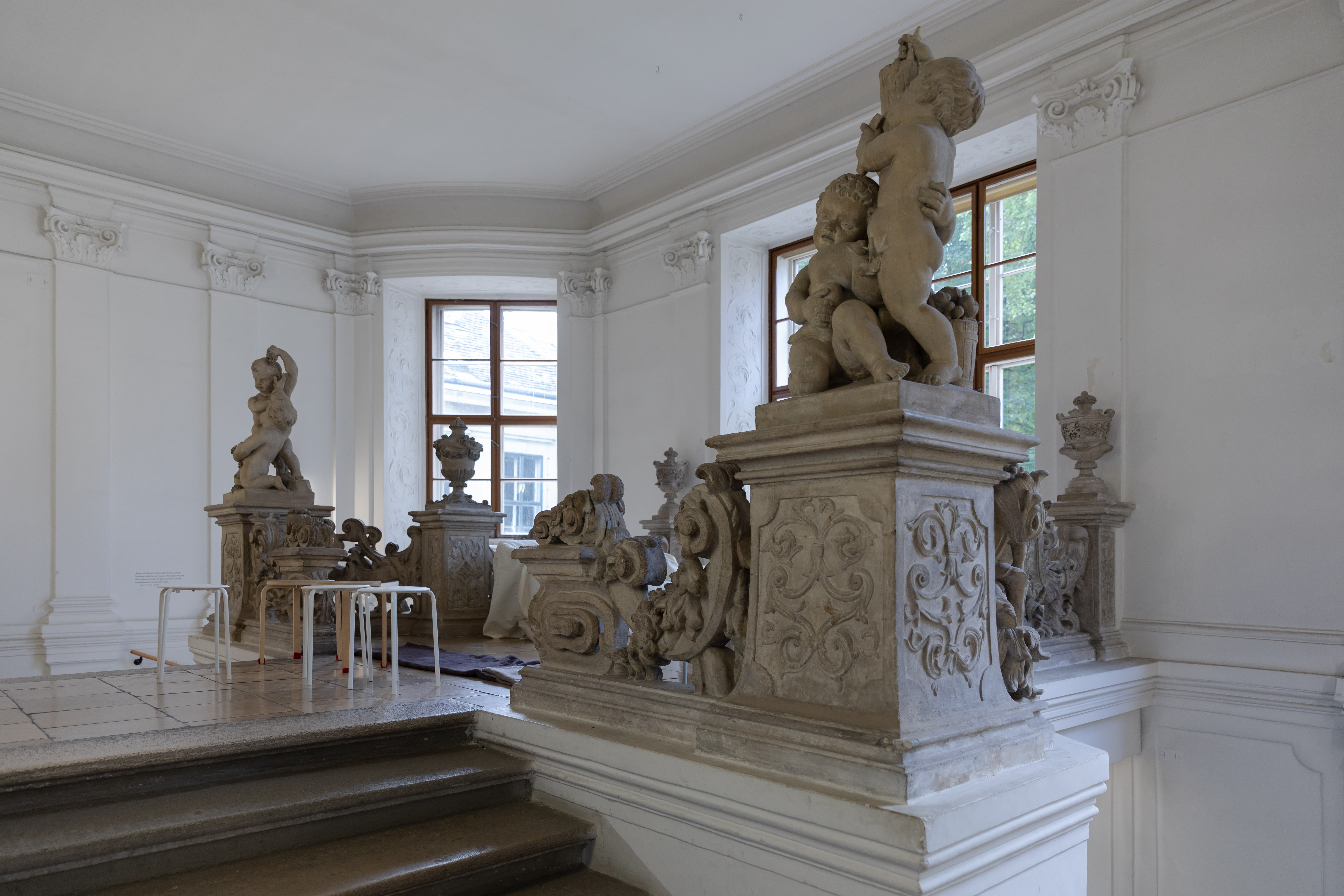
Haupttreppe

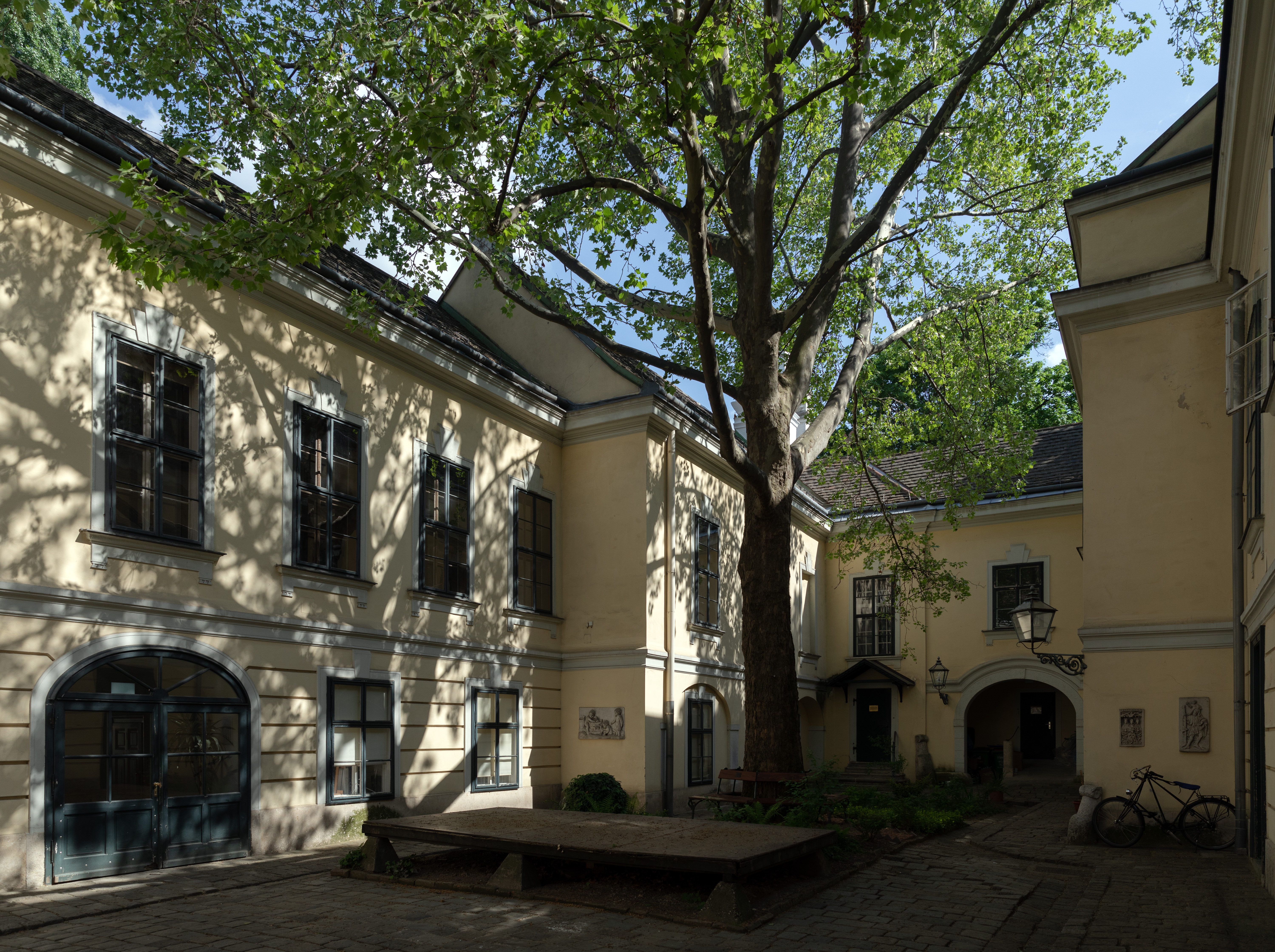
Innenhof des Palais

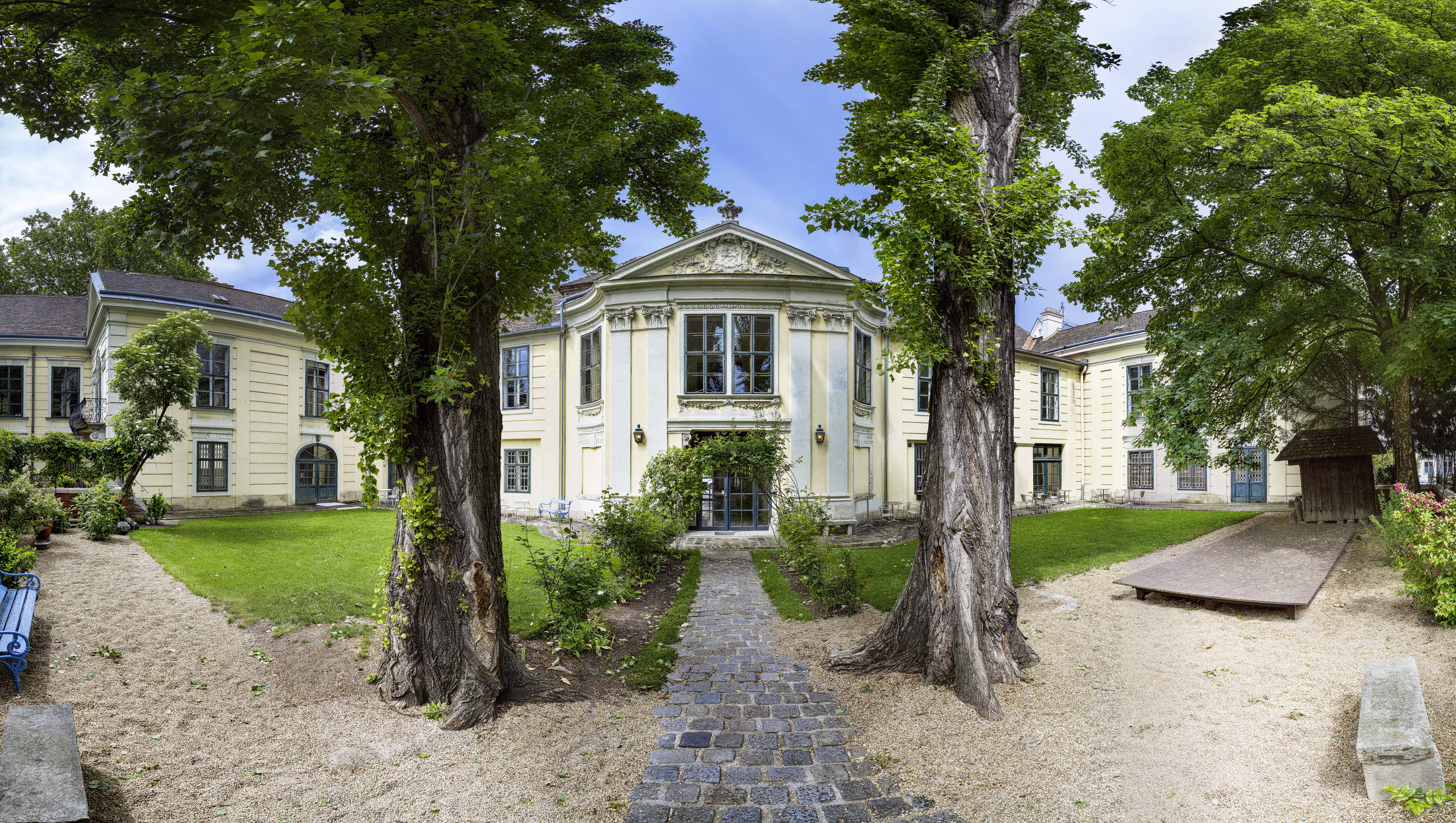
Dem Park zugewandte Seite

Friedrich Carl von Schönborn, der spätere Fürstbischof von Bamberg und Würzburg, gab nach seiner Berufung als Reichsvizekanzler nach Wien im Jahr 1706 beim österreichischen Architekten Lukas von Hildebrandt in der Vorstadt das Gartenpalais Schönborn in Auftrag. Als Wohnsitz in der Stadt diente ihm das Palais Schönborn-Batthyány in der Renngasse.
Von Hildebrandts Bauführer war Franz Jänggl. Die Stufen der kunstvoll gestalteten, zweiläufigen Treppe wurden aus dem Kaisersteinbrucher Kaiserstein gefertigt. 1714 erfolgte die Fertigstellung des Palais. Die Innenausstattung wurde großzügig gewählt, bald war das Palais ob seiner Gemäldesammlung sowie seiner Tulpenzucht berühmt. Im Jahre 1725 erwarb Schönborn ein angrenzendes Grundstück und ließ Haus und Garten ausbauen. Nachdem der Fürstbischof von Bamberg und Würzburg verstorben war, wurde ein Großteil der Möbel und Gemälde in die Renngasse gebracht und später verkauft. In der Sammlung befand sich unter anderem Rembrandts „Die Blendung Simsons“.
Aus einem anonymen Kupferstich um 1737 kann man entnehmen, dass hinter dem Schloss ein schmaler, langgestreckter Barockgarten lag, dessen Sichtachse von einem Grottenpavillon abgeschlossen wurde, der dem Wallpavillon des Dresdner Zwingers als Vorbild gedient haben soll. In der Mitte des oberen Gartenteiles lag ein Komödienparterre, das mit acht Figuren der Commedia dell’Arte geschmückt war.
Das Palais an der Laudongasse wurde im Folgenden ab etwa 1750 vermietet, unter anderem wohnte hier der Hofarchitekt Canevale. Im Jahre 1841 richtete Amalia Baronin Pasqualati im Palais Schönborn ein Liebhabertheater sowie eine Theaterschule ein. Zur selben Zeit wurde der Garten des Palais nach und nach verkauft und verbaut. Im Jahre 1862 kam das Palais an die Stadt Wien. Es folgte eine umfangreiche Restaurierung, der restliche verbleibende Garten wurde für die Öffentlichkeit geöffnet. Im Jahr 1872 wurde das Palais schließlich an die neu gegründete Hochschule für Bodenkultur übergeben; nach deren Auszug benutzte ab 1897 das k. k. Oberlandesgericht das Haus. Seit dem Jahre 1917 befindet sich im Palais der Sitz des Österreichischen Museums für Volkskunde. Ein Teil des ehemaligen Gartens des Palais ist heute der städtische Schönbornpark.

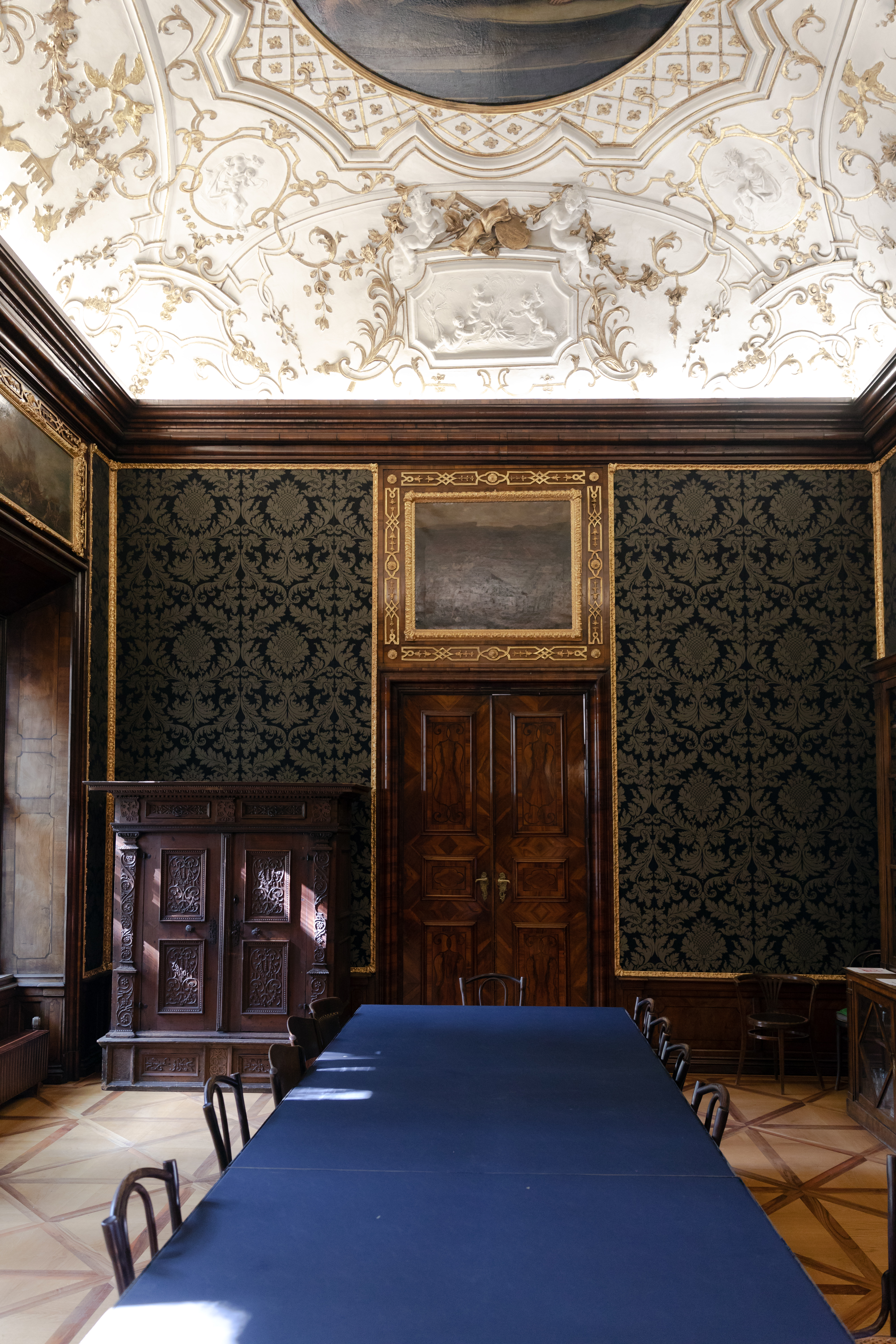
Saal mit historischer Ausstattung
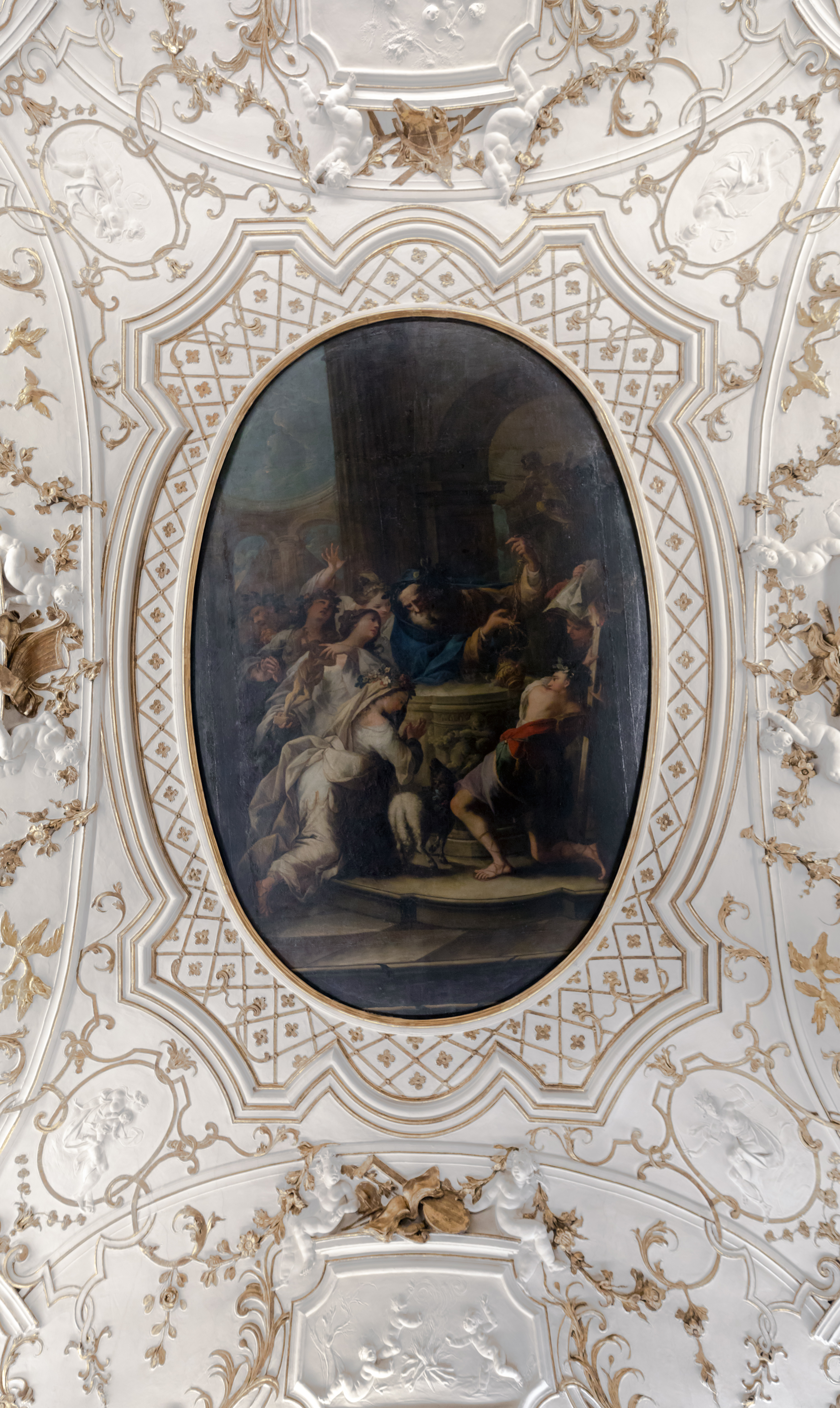
Deckengemälde
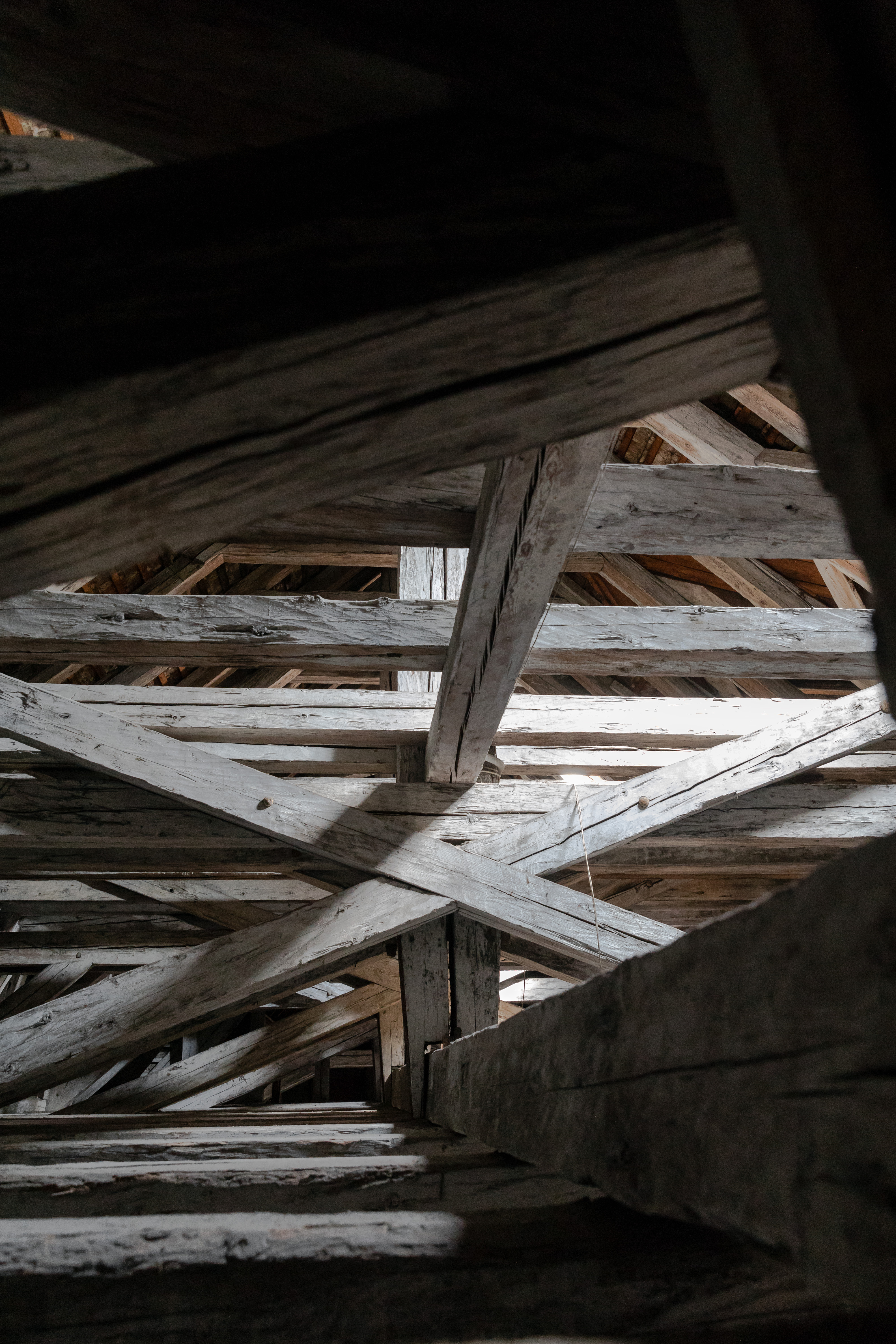
Dachstuhl
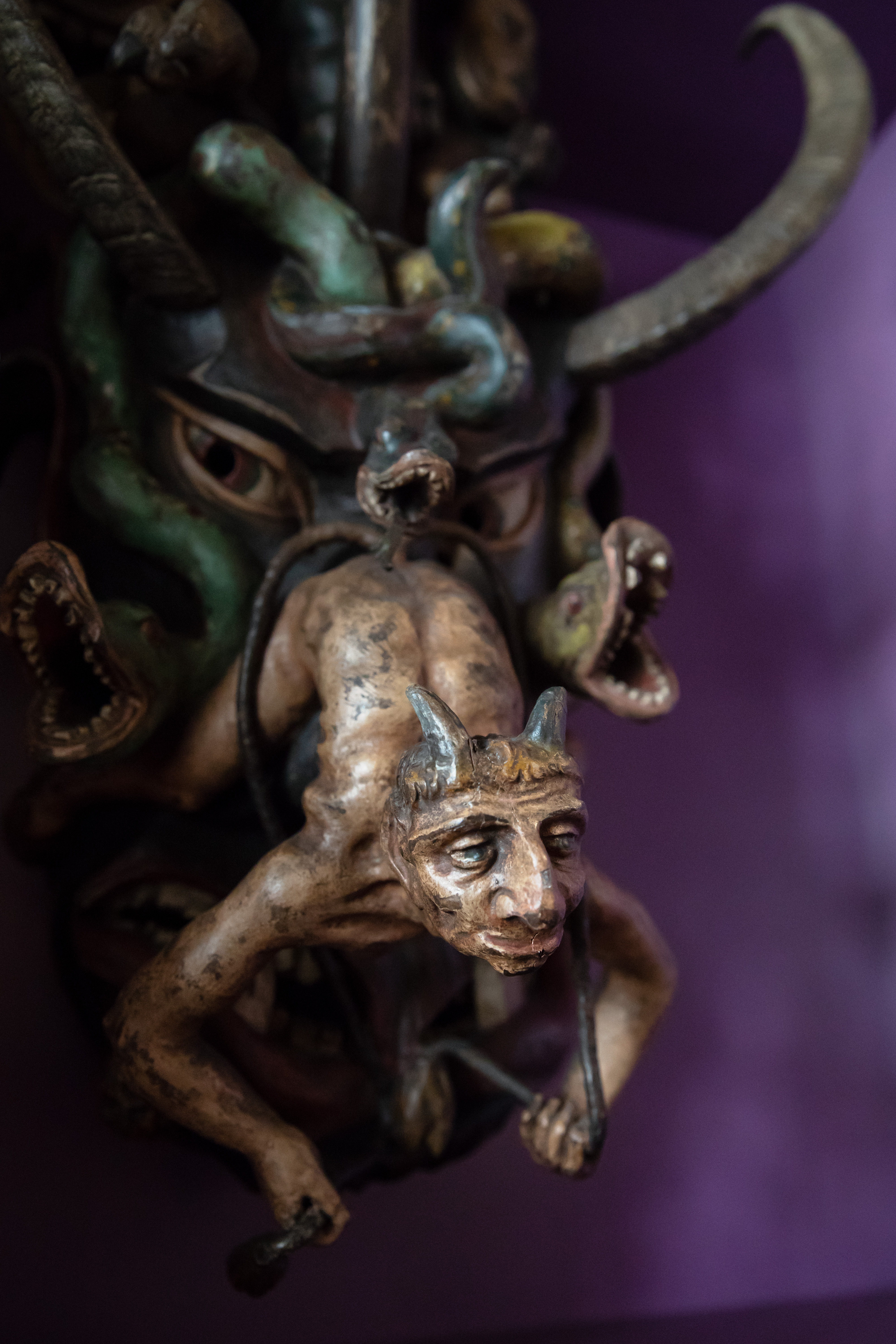
Maske im Volkskundemuseum